# نائب حاكم أبو ظبي
نائب حاكم أبوظبي هو أحد المنصب الرسمية في إمارة أبوظبي استحدث المنصب في 29 مارس 2023. نائب حاكم أبوظبي حالياً هو الشيخ طحنون بن زايد آل نهيان منذ 29 مارس 2023. 

## قائمة نواب حاكم أبوظبي
| الاسم                        | الصورة | فترة تولي المنصب | فترة تولي المنصب |
| ---------------------------- | ------ | ---------------- | ---------------- |
| الشيخ هزاع بن زايد آل نهيان  |        | 29 مارس 2023     | 3 ديسمبر 2024    |
| الشيخ طحنون بن زايد آل نهيان |        | 3 ديسمبر 2024    | حتى الآن         |